# Daimler-Benz
Daimler-Benz AG е несъществуваща днес немска автомобилостроителна компания, произвеждала собствени автомобили и двигатели с вътрешно горене. Основана е на 28 юни 1926 г. в резултат от сливането на две от най-старите немски фирми – Benz & Cie. и Daimler Motoren Gesellschaft.
През 1998 г. концернът Daimler-Benz AG купува американския производител на автомобили Chrysler и е реформиран като DaimlerChrysler AG. След препродаването на Chrysler Group на фонда Cerberus Capital Management и смяна на името на Chrysler LLC през август 2007 г., основната компания също е преименувана – на Daimler AG, и носи това име до 2022 г., когато става Mercedes-Benz Group.